# 地拉拿足球會
地拉拿足球會是一間位於阿爾巴尼亞首都地拉那的足球俱樂部，是地拉那体育俱乐部的足球部门，参加阿爾巴尼亞超級足球聯賽。
地拉那足球俱乐部是阿尔巴尼亚最成功的足球俱乐部，在阿爾巴尼亞超級足球聯賽、阿爾巴尼亞盃和阿爾巴尼亞超級盃共计夺得54次冠军，也是在欧洲赛事中成绩最好的阿尔巴尼亚球队。他们也是首支在队徽上画上两颗五角星的阿尔巴尼亚球队（每颗五角星代表10次超级联赛冠军）。
球隊成立於1920年8月16日。冷戰期間，球隊先後被强行更名爲“地拉那11月17日”（17 Nëntori Tirana）、“地拉那勞動”（Puna Tirana）和“11月17日體育俱樂部”（KS 17 Nëntori）。1991年，球隊正式恢復原名“地拉那足球俱樂部”。
自1956年起，球队主场是塞尔曼·斯特马西体育场。

## 榮譽
- 阿爾巴尼亞超級足球聯賽

 冠軍： (26) 1930, 1931, 1932, 1934, 1936, 1937, 1964–65, 1965–66, 1967–68, 1969–70, 1981–82, 1984–85, 1987–88, 1988–89, 1994–95, 1995–96, 1996–97, 1998–99, 1999–00, 2002–03, 2003–04, 2004–05, 2006–07, 2008–09, 2019–20, 2021–22
- 阿爾巴尼亞盃

 冠軍： (16) 1938, 1963, 1976, 1977, 1983, 1984, 1986, 1994, 1996, 1999, 2001, 2002, 2006, 2011, 2012, 2017
- 阿爾巴尼亞超級盃

 冠軍： (12) 1994, 2000, 2002, 2003, 2005, 2006, 2007, 2009, 2011, 2012, 2017, 2022

## 外部連結
- 官方網站（页面存档备份，存于）